# Hrušica (Jesenice)
Hrušica (IPA: [ˈxɾuːʃitsa]) è un insediamento (naselje) di 1 843 abitanti, della municipalità di Jesenice nella regione statistica dell'Alta Carniola in Slovenia.